# 스마정
스마정(須磨町)은 효고현 무코군에 있던 정이다. 현재의 고베시 스마구 스마 뉴타운의 일부에 해당한다.

## 역사
- 1889년 4월 1일 - 정촌제 시행에 의해 야타베군 스마촌이 성립하였다.
- 1896년 4월 1일 - 군 통합에 의해 무코군이 성립하여, 소속이 변경되었다.
- 1912년 4월 1일 - 정으로 승격해 스마정이 되었다.
- 1920년 4월 1일 - 고베시에 편입해, 동일 스마정은 폐지되었다.

## 교통

### 철도
- 철도성
  - 산요본선
- 효고전기철도 (현 산요 전기 철도)
  - 본선

### 도로
- 국도 제2호선

## 참고문헌
- 가도카와 일본지명 대사전 28권 효고현